# Astreptosyllis acrassiseta
Astreptosyllis acrassiseta is een borstelworm uit de familie Syllidae. Het lichaam van de worm bestaat uit een kop, een cilindrisch, gesegmenteerd lichaam en een staartstukje. De kop bestaat uit een prostomium (gedeelte voor de mondopening) en een peristomium (gedeelte rond de mond) en draagt gepaarde aanhangsels (palpen, antennen en cirri).
Astreptosyllis acrassiseta werd in 1982 voor het eerst wetenschappelijk beschreven door Kudenov & Dorsey.